# Rosina Stoltz
Rosine Stoltz (Parigi, 13 gennaio 1815 – Parigi, 30 luglio 1903) è stata una compositrice e cantante francese, famoso mezzosoprano drammatico.

## Biografia

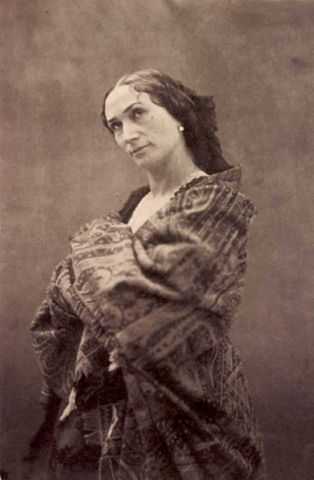
Rosine Stoltz intorno al 1857, foto di Nadar

Le origini della cantante sono controverse. Molte fonti storiche sostengono che la sua famiglia fosse povera e che il suo vero nome fosse Victoire Noël, figlia di Florentin Noël e di Clara Stoll, mentre secondo Pierre Larousse sarebbe nata in Spagna ed il suo vero nome sarebbe stato Rosé Niva, convertito in Noël intorno al terzo anno di età, dopo il trasferimento a Parigi..
La sua educazione musicale la ricevette presso l'Institution royale de musique classique et religieuse, sotto la guida Alexandre-Étienne Choron e proseguì fino al 1830, quando a causa della Rivoluzione del 1830, l'istituto venne chiuso.
Il barone Ternaux la sostenne e le consentì di ottenere, nel 1831, un ingaggio con il Théâtre du Parc di Bruxelles, dove debuttò con la commedia lirica, Les Trois Châteaux, seguita dal vaudeville La Fille de Dominique.
Dopo una breve parentesi nei teatri di Anversa e Amsterdam, proprio a Bruxelles ottenne il suo primo grande successo, nel 1836 nell'Ebrea di Jacques Fromental Halévy, interpretando il ruolo di Rachele.
Il 2 marzo 1837 sposò l'avvocato, originario di Rouen, Auguste Lescuyer, amministratore del Théâtre de la Monnaie.
Lo stesso anno rientrò a Parigi dove si esibì all'Opéra ne Gli ugonotti di Giacomo Meyerbeer e nel Il franco cacciatore di Carl Maria von Weber.
Tale era la sua importanza che Donizetti scrisse la parte di Leonora ne La favorita ritagliandola su misura per lei ed il connubio proseguì anche con il ruolo di Zaida nel Dom Sébastien ed in altri lavori. Fromental Halévy scrisse per lei la figura di Caterina ne La reine de Chypre e Gioachino Rossini il rifacimento de La donna del lago.
Intorno al 1850 eseguì alcuni tour all'estero, in Portogallo a Lisbona, in Italia al Teatro Regio di Torino, poi a Rio de Janeiro, dove diventò la preferita dell'imperatore Pietro II del Brasile.
Il suo ritiro dalle scene avvenne nel 1855 con l'opera Il profeta di Meyerbeer.
Il 15 marzo 1878, a Pamplona, Rosine Stoltz sposò in seconde nozze don Manuel Luis de Godoy (1828-1896), 3º principe di Godoy de Bassano, 3º conte di Castillo Fiel.